# Xyris capnoides
Xyris capnoides är en gräsväxtart som beskrevs av Gustaf Oskar Andersson Malme. Xyris capnoides ingår i släktet Xyris och familjen Xyridaceae. Inga underarter finns listade i Catalogue of Life.